# Nueva Santa Rosa
Nueva Santa Rosa es un municipio del departamento de Santa Rosa de la región sur-oriente de la República de Guatemala. Algunos de los nombres con que se le conoce son Villa de Nueva Santa Rosa, Ciudad de Futuro o La Nueva de Oriente.
Se encuentra a una altitud de 1001,25 metros sobre el nivel del mar, a una latitud de 14°22”50”, y una longitud de 90°17”10” según el Instituto Geográfico Nacional (IGN),  en la parte más alta del Municipio, el cerro Linda Vista; 1845 metros S.N.M, cuenta con una extensión territorial de 67 kilómetros cuadrados,  con una población de 38, 331 habitantes según el Censo Nacional de Población y Vivienda del 2018, ejecutado por el Instituto Nacional de Estadística (INE).

## División administrativa
El municipio de Nueva Santa Rosa es uno de los más pequeños que tiene el departamento de Santa Rosa superando únicamente a los municipios de San Rafael Las Flores, Santa Cruz Naranjo, San Juan Tecuaco y Santa Rosa de Lima. 
| División | Listado |
| -------- | --- |
| Aldeas   | - El Riachuelo - El Chupadero - Jumaytepeque - Estanzuelas - Chapas - Joya de San Isidro - Cacalotepeque - Guadalupe - Los Izotes - El Limar - Santa Ana La Montaña - Concepción Zacuapa - San José Guacamayas - Guacamayitas - Santa Isabel - San Antonio Buena Vista - Santa Lucía Buena Vista. - Portezuelo - Espitia Real - Espitia Barrera - El Anonillo - Monte Verde - Ojo de Agua |
| Caseríos | El Chiltepe, San Antonio Pereira , El Morito, Quebrada de Agua, Las Encinillas, Guacamayas, El Tarral, Pueblo Nuevo, La Tuna y Joya Grande |
| Catones  | Palín y La Tortuga |
| Barrios  | Alegre, El Estadio, El Calvario, La Limonada y Pueblo Ralo. |
| Fincas   | - Finca El Picacho - Finca El Llanito - Finca La Esperanza - Finca Rivera - Finca San Isidro - Finca El Valle - Finca Finca el Prisma (Fraccionada) - Finca San Lorenzo - Finca las Delicias - Finca Buenos Aires - Finca San Carlos - Finca la Oriental - Finca la Majada (Fraccionada) - Finca la Cabaña - Finca Ojo de agua                                                            |

Inicialmente las fincas «Trapichito» y «Brito» pertenecían a Nueva Santa Rosa, según consta en Libros de Actas de la Municipalidad, pero por acuerdo gubernativo del gobierno del general Jorge Ubico, el 25 de enero de 1934 fueron segregadas de Nueva Santa Rosa y anexadas al municipio de Santa Cruz Naranjo.[cita requerida]

## Geografía física
Entre sus accidentes geográficos sobresalen el Volcán de Jumaytepeque, o cerro de Jumaytepeque que se encuentra a una altura aproximada de 1815,11 metros sobre el nivel del mar, a una latitud de 14°20′18″ y a una longitud de 90°16′14″, según triangulación del Instituto Geográfico Nacional (IGN), el cerro Buena Vista, a una altitud de 1845 metros SNM, el cerro del Chupadero y el cerro Chicón.  

### Clima
El municipio de Nueva Santa Rosa tiene clima tropical (Clasificación de Köppen: Aw).
| Parámetros climáticos promedio de Nueva Santa Rosa | Parámetros climáticos promedio de Nueva Santa Rosa | Parámetros climáticos promedio de Nueva Santa Rosa | Parámetros climáticos promedio de Nueva Santa Rosa | Parámetros climáticos promedio de Nueva Santa Rosa | Parámetros climáticos promedio de Nueva Santa Rosa | Parámetros climáticos promedio de Nueva Santa Rosa | Parámetros climáticos promedio de Nueva Santa Rosa | Parámetros climáticos promedio de Nueva Santa Rosa | Parámetros climáticos promedio de Nueva Santa Rosa | Parámetros climáticos promedio de Nueva Santa Rosa | Parámetros climáticos promedio de Nueva Santa Rosa | Parámetros climáticos promedio de Nueva Santa Rosa | Parámetros climáticos promedio de Nueva Santa Rosa |
| Mes                                                | Ene.                                               | Feb.                                               | Mar.                                               | Abr.                                               | May.                                               | Jun.                                               | Jul.                                               | Ago.                                               | Sep.                                               | Oct.                                               | Nov.                                               | Dic.                                               | Anual                                              |
| -------------------------------------------------- | -------------------------------------------------- | -------------------------------------------------- | -------------------------------------------------- | -------------------------------------------------- | -------------------------------------------------- | -------------------------------------------------- | -------------------------------------------------- | -------------------------------------------------- | -------------------------------------------------- | -------------------------------------------------- | -------------------------------------------------- | -------------------------------------------------- | -------------------------------------------------- |
| Temp. máx. media (°C)                              | 28.4                                               | 28.8                                               | 29.8                                               | 29.7                                               | 29.3                                               | 28.2                                               | 29.0                                               | 28.7                                               | 28.0                                               | 28.0                                               | 27.9                                               | 27.8                                               | 28.6                                               |
| Temp. media (°C)                                   | 22.7                                               | 22.9                                               | 23.9                                               | 24.3                                               | 24.4                                               | 23.9                                               | 24.3                                               | 24.1                                               | 23.7                                               | 23.3                                               | 22.9                                               | 22.5                                               | 23.6                                               |
| Temp. mín. media (°C)                              | 17.0                                               | 17.1                                               | 18.0                                               | 19.0                                               | 19.5                                               | 19.6                                               | 19.6                                               | 19.5                                               | 19.4                                               | 18.7                                               | 17.9                                               | 17.2                                               | 18.5                                               |
| Precipitación total (mm)                           | 2                                                  | 3                                                  | 11                                                 | 50                                                 | 226                                                | 374                                                | 302                                                | 287                                                | 353                                                | 255                                                | 61                                                 | 8                                                  | 1932                                               |
| Fuente: Climate-Data.org                           |                                                    |                                                    |                                                    |                                                    |                                                    |                                                    |                                                    |                                                    |                                                    |                                                    |                                                    |                                                    |                                                    |

### Ubicación geográfica
El municipio de Nueva Santa Rosa se encuentra a una distancia de 30 kilómetros de la cabecera departamental Cuilapa y está a 75 km de la Ciudad de Guatemala capital de la República de Guatemala.  Se ubica en la región fisiográfica denominada «Tierras Altas Volcánicas», sus suelos son de origen volcánico (pómez), con una precipitación pluvial que oscila entre 1100 y 1350 Mm. de agua por año, con temperatura promedio de 23 grados centígrados y de 10 grados centígrados como mínima. Con pendientes no mayores del 20% y su área es ondulada.
Está completamente rodeado por municipios del departamento de Santa Rosa; limita al norte con los municipios de Casillas y San Rafael las Flores, al sur y al este con la Cabecera Departamental de Cuilapa y al oeste con los municipios de Santa Rosa de Lima y Santa Cruz Naranjo.
|                                                | Norte: Casillas y San Rafael Las Flores |                  |
| Oeste: Santa Rosa de Lima y Santa Cruz Naranjo |                                         | Este: Cuilapa    |
|                                                | Sur: Cuilapa                            | Sureste: Cuilapa |

## Gobierno municipal
Los municipios se encuentran regulados en diversas leyes de la República, que establecen su forma de organización, lo relativo a la conformación de sus órganos administrativos, tributos destinados para los mismos; esta legislación se encuentra dispersa en diversos niveles.
Ahora bien, que exista legislación específica para los municipios no significa que a estos no les sean aplicables las normas contenidas en otros cuerpos normativos, pues aunque se trata de entidades autónomas, las mismas se encuentran sujetas, al igual que todas las entidades de tal naturaleza, a la legislación nacional.
Específicamente, las principales leyes que rigen a los municipios en Guatemala desde 1985 son:
| N.º | Ley                                                | Descripción |
| --- | -------------------------------------------------- | --- |
| 1   | Constitución Política de la República de Guatemala | Le son aplicables diversos artículos generales de la misma, y además tiene una regulación legal específica en los artículos 253 al 262, que constituyen su base constitucional.                                                                                            |
| 2   | Ley Electoral y de Partidos Políticos              | Ley de carácter constitucional creada por la Asamblea Nacional Constituyente que aplicable a los municipios en diversos aspectos pero fundamentalmente en el tema de la conformación de sus autoridades electas, puesto que regula la manera en que se eligen y conforman. |
| 3   | Código Municipal                                   | Decreto 12-2002 del Congreso de la República de Guatemala. Tiene la categoría de ley ordinaria y contiene preceptos generales aplicables a todos los municipios, e inclusive contiene legislación referente a la creación de los municipios.                               |
| 4   | Ley de Servicio Municipal                          | Decreto 1-87 del Congreso de la República de Guatemala. Regula las relaciones entra la municipalidad y los servidores públicos en materia laboral. Tiene su base constitucional en el artículo 262 de la constitución que ordena la emisión de la misma.                   |
| 5   | Ley General de Descentralización                   | Decreto 14-2002 del Congreso de la República de Guatemala. Regula el deber constitucional del Estado, y por ende del municipio, de promover y aplicar la descentralización y desconcentración económica y administrativa.                                                  |

El gobierno de los municipios de Guatemala está a cargo de un Concejo Municipal, de conformidad con el artículo 254 de la Constitución Política de la República de Guatemala, que establece que «el gobierno municipal será ejercido por un concejo municipal». A su vez, el código municipal —que tiene carácter de ley ordinaria y contiene disposiciones que se aplican a todos los municipios de Guatemala— establece en su artículo 9 que «el concejo municipal es el órgano colegiado superior de deliberación y de decisión de los asuntos municipales […] y tiene su sede en la circunscripción de la cabecera municipal». Por último, el artículo 33 del mencionado código establece que «[le] corresponde con exclusividad al concejo municipal el ejercicio del gobierno del municipio».
El concejo municipal se integra de conformidad con lo que establece la Constitución en su artículo 254, es decir «se integra con el alcalde, los síndicos y concejales, electos directamente por sufragio universal y secreto para un período de cuatro años, pudiendo ser reelectos». Al respecto, el código municipal en el artículo 9 establece «que se integra por el alcalde, los síndicos y los concejales, todos electos directa y popularmente en cada municipio de conformidad con la ley de la materia».
- 2016-2020: Enrique Arredondo[7]

## Historia

### Época prehispánica
Sobre una de las laderas del cerro de Jumaytepeque se encuentra la aldea del mismo nombre cuyos orígenes se remontan a la etnia prehispánica Xinca; de hecho, en las partes bajas del cerro se encuentran algunos centros ceremoniales que son montículos en que se han encontrado algunos objetos antiguos tallados en barro o arcilla, jade o piedra formando figuras humanas o de animales.[cita requerida]  También hay vestigios precolombinos en el cerro de El Chupadero, en el cerro Buena Vista situado en la parte norte del municipio y en el cerro Chicón al sur del mismo, aunque la mayoría están cubiertos de vegetación y algunas áreas utilizadas para cultivos forestales.[cita requerida]

### Tras la Independencia de Centroamérica
Era conocido como la aldea Bordos de Oriente, y fue designada municipio según el Acuerdo Gubernativo del 22 de mayo del año 1917 del gobierno del presidente licenciado Manuel Estrada Cabrera, quien gobernó Guatemala de 1898 a 1920.
La moderna aldea de Jumaytepeque tuvo la categoría de municipio hasta el 2 de octubre de 1935, cuando por Acuerdo Gubernativo del gobierno del general Jorge Ubico fue anexada como aldea al municipio de Nueva Santa Rosa.

## Economía
Su mayor fuente de ingresos es a través del cultivo de café y la caña de azúcar, la cual es procesada en los llamados trapiches o fábricas de panela, cuyo producto es enviado a otros departamentos para diferentes usos, debido a su alto contenido de potasio.  Además, se cultiva entre otros, el maíz, fríjol y hortalizas, ya sea para autoconsumo familiar o para comercializar, prueba de ello, Nueva Santa Rosa ocupa el primer lugar a nivel de Santa Rosa, con 4,158 productores agropecuarios.

## Flora y Fauna
Su fauna y flora es diversa y variada, encontrando zona boscosa al norte y al sur del municipio; específicamente al norte se encuentra el Cerro Buena Vista, en la Aldea Santa Lucía Buena Vista y al Sur está el Cerro Chicón en las aldeas Concepción Zacuapa, San José Guacamayas y Guacamayitas.  Predominan las coníferas y las encinas (encinos), encontrando principalmente pino, ciprés, roble y belloto, y en una menor proporción cedro, conacaste y ceiba; sin embargo, el valle de Nueva Santa Rosa cobija también árboles de otras especies: amate, cuje, guachipilín, madreado (madre cacao) , jicadero, guapinol, caspirol, palo de jiote, palo de pito, jacaranda, mango, manzana rosa, jocote, paterna, guarumo e higüero etc. La mayoría de estas especies se encuentra en forma silvestre, aunque hay algunas que son utilizadas para sombra del cultivo de café.   

### Zona Boscosa Cerro Chicón, Aldea Concepción Zacuapa
Los mixomicetos también forman parte de la vegetación de los bosques de la localidad. Crecen en lugares húmedos y sombríos en donde abundan materiales orgánicos como hojas, troncos de árboles en putrefacción, etc., aunque algunos pueden encontrarse en lugares abiertos, sobre la tierra húmeda, principalmente después de la época de lluvias.  
| Tipo              | Listado |
| ----------------- | --- |
| Aves establecidas | Guachoca, chacha, faisán, lechuza, tecolote, pájaro carpintero, urraca, cenzontle, charaguasta, tologós, pixcoy, siguamontas (correcaminos), codorniz, gavilá, chorcha, perica, loro, clarinero, guardabarrancos, torditos, tortolitas, arroceros, los colibrí y gorrión. |
| Aves migratorias  | Navajón y asacuán |
| Fauna silvestre   | Gatos de monte, armadillo, mapache, tigrillo, conejo, tacuazín, pizote, iguana, ardilla, taltuza, comadreja y algunas otras especies de reptiles, arácnidos y roedores.                                                                                                   |
| Insectos          | Abejas, avispas, hormigas, tortuguillas, avispones, mantis religiosas, insecto de palo. |

Estas zonas boscosas son consideradas como los pulmones del municipio, por la gran cantidad de oxígeno que generan, contrarrestando la diversidad de contaminantes presentes en la atmósfera.  Ambas zonas boscosas, alojan en su interior vida silvestre multiforme, además de oxigenar todo el Municipio.   El clima y la topografía del suelo están caracterizados como bosque húmedo montano bajo subtropical y bosque húmedo subtropical.  Su clima va desde templado a cálido dependiendo de la altitud.

## Turismo
Dentro de los atractivos turísticos del municipio destaca el volcán de Jumaytepeque, en cuyas laderas se encuentra una aldea con el 
mismo nombre, cuyos orígenes se remontan a la etnia xinca; además, en la cima se encuentra la «Santa Cruz del Tercer Milenio», a la que se realiza una peregrinación anual cada tres de mayo.   Dista a 7 km de la cabecera municipal, y su acceso es por camino pavimentado.  En ese mismo lugar se encuentran también las grutas «Del Común», las cuales tienen una longitud aproximada de más de 100 metros, aunque varios estudiosos han reportado que no han podido alcanzar a llegar a su final.
Otros sitios turísticos son:
| Localidad                       | Descripción |
| ------------------------------- | --- |
| Templo católico de Jumaytepeque | El templo católico fue construido durante la época colonial y conserva su estilo original; ha sufrido algunos daños con el tiempo, pero ha sido restaurada por los pobladores. |
| Balneario «Los Chorritos»       | Ubicado a 2 km de la cabecera municipal sobre la antigua calle Real, en la aldea Espitia Real; su nombre lo debe a unas caídas de agua desde un peñasco de 75 metros de altura, rodeado de espesa vegetación.                                                                                   |
| Catarata «El Inamo»             | Con un ecosistema similar al de «Los Chorritos», se encuentra en la aldea Estanzuelas a 8 kilómetros de la cabecera municipal. El acceso al casco de la aldea es por camino de terracería, y cuenta una serie de pequeños arroyos distribuidos en serie en toda la ribera del río Los Esclavos. |
| Centro Espiritual «La Ermita»   | Ubicado en la aldea Chapas a 7 km de la cabecera municipal, es utilizado para retiros espirituales. Fue creada y diseñada por padres misioneros italianos que tienen presencia en dicha comunidad.                                                                                              |
| Hacienda «El Valle»             | Construcción de estilo morisco que fue construida durante la colonia española. En el centro de la casa de la haciendo existe una fuente y el amueblado es tan antiguos como la construcción misma.                                                                                              |

## Tradiciones
En el municipio de Nueva Santa Rosa se celebran ferias patronales y titulares y danzas muy reconocidas.

### Feria
La feria en honor a Cristo Rey se celebra el último domingo del tiempo ordinario; por lo regular se celebra entre el 11 y el 23 de noviembre.  Se realizan distintas actividades religiosas, deportivas, ganaderas y sociales.  Sobresale la procesión con la imagen del Santo Patrón, los torneos deportivos de fútbol, fútbol sala, baloncesto, ciclismo, moticiclismo y el desfile hípico.  

### Feria de algunas aldeas
Las aldeas tienen celebraciones específicas, las cuales se presentan a continuación:
| Aldea                   | Santo Patrono                | Fecha                                            | Aldea                   | Santo Patrono               | Fecha                     |            |
| ----------------------- | ---------------------------- | ------------------------------------------------ | ----------------------- | --------------------------- | ------------------------- | ---------- |
| El Riachuelo            | Nuestra Señora Del Rosario   | principios de octubre                            |                         |                             |                           |            |
| El Riachuelo            | Chapas                       | Nuestra Señora de Concepción                     | 8 de diciembre          | Joya de San Isidro          | San Isidro Labrador       | 15 de mayo |
| Santa Elena             | Chapas                       | 17 de agosto                                     | El Anonillo             |                             | San Isidro Labrador       | 15 de mayo |
| Concepción Zacuapa      | Nuestra Señora de Concepción | 8 de diciembre                                   | El Chupadero            | Nuestra Señora de Fátima    | Primeros días de febrero  |            |
| Jumaytepeque            | San Francisco de Asís        | 17 de septiembre, 4 de octubre y 25 de noviembre | Espitia Real            | Señor de Esquipulas         | 15 de enero               |            |
| Jumaytepeque            | Señor de Esquipulas          | 15 de enero                                      | Espitia Real            | San Judas Tadeo             | 27 de octubre             |            |
| Los Izotes              | San Antonio de Padua         | Tercera semana de febrero.                       | Espitia Barrera         | San Cristóbal               | Domingo antes de Navidad  |            |
| Ojo de Agua             | San Andrés Apóstol           | 30 de noviembre                                  | Lomas de Ojo de Agua    | Señor de Esquipulas         | 15 de enero.              |            |
| Guadalupe               | Nuestra Señora de Guadalupe  | 12 de diciembre                                  | Cacalotepeque           | Sagrado Corazón de María    | Tercera semana de febrero |            |
| Estanzuelas             | Nuestra Señora del Tránsito  | 5 de diciembre                                   | Portezuelo              | San José Carpintero         | 19 de marzo.              |            |
| Santa Ana La Montaña    | Santa Ana                    | 26 de julio                                      | Monte Verde,            | San Martín de Porres        | 3 de noviembre.           |            |
| San Antonio Buena Vista | San Antonio de Padua         | 13 de junio                                      | Santa Lucía Buena Vista | Santa Lucía virgen y mártir | 13 de diciembre           |            |
| San José Guacamayas     | San José Carpintero          | 19 de marzo                                      | El Limar                | Santo Hermano Pedro         | 27 de abril               |            |

Otras festividades son: aldea El Riachuelo en honor a Nuestra Señora del Rosario el 7 de octubre, Caserío Joya Grande, en honor a san Miguel Arcángel el 29 de septiembre, Caserío San Ignacio, en honor a san Ignacio de Loyola el 30 de julio, Caserío El Cuje, Virgen de la pidra (aparecida) y Hacienda «El Valle», en honor a Santiago Apóstol el 25 de julio.[cita requerida]

### Danzas
Las danzas folclóricas que se celebran en este municipio son realizadas por los pobladores indígenas; las danzas más famosas son: «Los Viejos», Los Canchuleros en Jumaytepeque y  «Los moros y cristianos» en las ferias patronales,.

### Tradicionales cofradías
Estas son una de las tradiciones más importantes del municipio ya que se llevan a cabo en Jumaytepeque, Estanzuelas, Espitia Barrera y Los Izotes. En estas aldeas se realizan muchos actos con motivo de las ferias patronales.